# René (Sarthe)
René é uma comuna francesa na região administrativa do País do Loire, no departamento de Sarthe. Estende-se por uma área de 12.52 km². Em 2010 a comuna tinha 386 habitantes (densidade: 30,8 hab./km²).